# Fingola
Fingola (auch Fionnula oder Phingola, irisch Fionnghuala, „helle Schulter“) († nach 1177) war eine irisch-schottische Adlige. Sie ist eine von nur fünf Frauen, die in der mittelalterlichen Manx Chronicle, die die Geschichte der Isle of Man beschreibt,  namentlich erwähnt werden.
Fingola stammte aus Irland. Sie soll eine Tochter des Kleinkönigs Niall Mac Lochlainn (1110–1176), König von Cenel nEogain in Nordirland und damit eine Tochter des Hochkönigs Muirchertach Mac Lochlainn († 1166) gewesen sein. Sie wurde mit König Godred von Man verheiratet, nachdem dieser 1164 aus seinem Exil zurückkehrte und wieder die Herrschaft über das Königreich der Inseln übernahm. Durch die Ehe gewann Godred einen Anspruch auf den Besitz von Dublin, das jedoch 1170 von den Anglonormannen erobert wurde. Die Heirat von Godred und Fingola war aber offenbar nicht nach kirchlichem Recht erfolgt. Ende Dezember 1176 oder Anfang Januar 1177 besuchte der päpstliche Legat Kardinal Vivian die Isle of Man. Er drängte König Godred, seine Konkubine Fingola zu heiraten, da sie seine rechtmäßige Frau sei.
Fingola war die Mutter von Olaf, der nach ihrer offiziellen Heirat geboren wurde und deshalb von Godred zum Thronfolger bestimmt wurde. Ob sie auch die Mutter von Godreds älterem Sohn Ragnvald war, ist umstritten. Wenn Ragnvald ihr Sohn war, wurde er vor der vom Legaten angeordneten Heirat geboren. Eine irische Quelle nennt jedoch eine andere irische Frau als Ragnvalds Mutter.